# Риляки
Риляки (рос. Рыляки) — присілок в Юхновському районі Калузької області Російської Федерації.
Населення становить 408 осіб. Входить до складу муніципального утворення Присілок Риляки.

## Історія
Від 2004 року входить до складу муніципального утворення Присілок Риляки

## Населення
| 2002 | 2010 |
| ---- | ---- |
| 447  | ↘408 |